# Geografía de Gaza

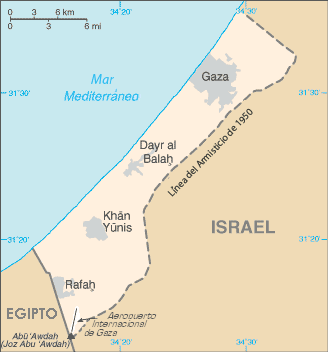
Mapa de la Franja de Gaza

La Franja de Gaza  (en árabe قطاع غزة Qiṭāʿ Ġazza o también Qita' Ghazzah, en hebreo רצועת עזה Retzu'at 'Azza) es una estrecha franja de tierra situada en el Oriente Próximo, al suroeste de Israel y al noreste de la península del Sinaí de Egipto, y que junto con Cisjordania forma los llamados Territorios Palestinos. Tiene 11 km de frontera con Egipto, en la ciudad de Rafah, y 51 km de frontera con Israel; también tiene 40 km de costa en el Mediterráneo.
- Altitud: 35 metros;
- latitud: 31° 30' N;
- longitud: 34° 28' E

La Franja de Gaza tiene un clima templado, por su cercanía con el mar Mediterráneo. Presenta un terreno plano con dunas cerca de la costa, siendo su punto más alto Abu 'Awdah (Joz Abu 'Auda), con 105 metros sobre el nivel del mar.